# Pobłocie (Główczyce)

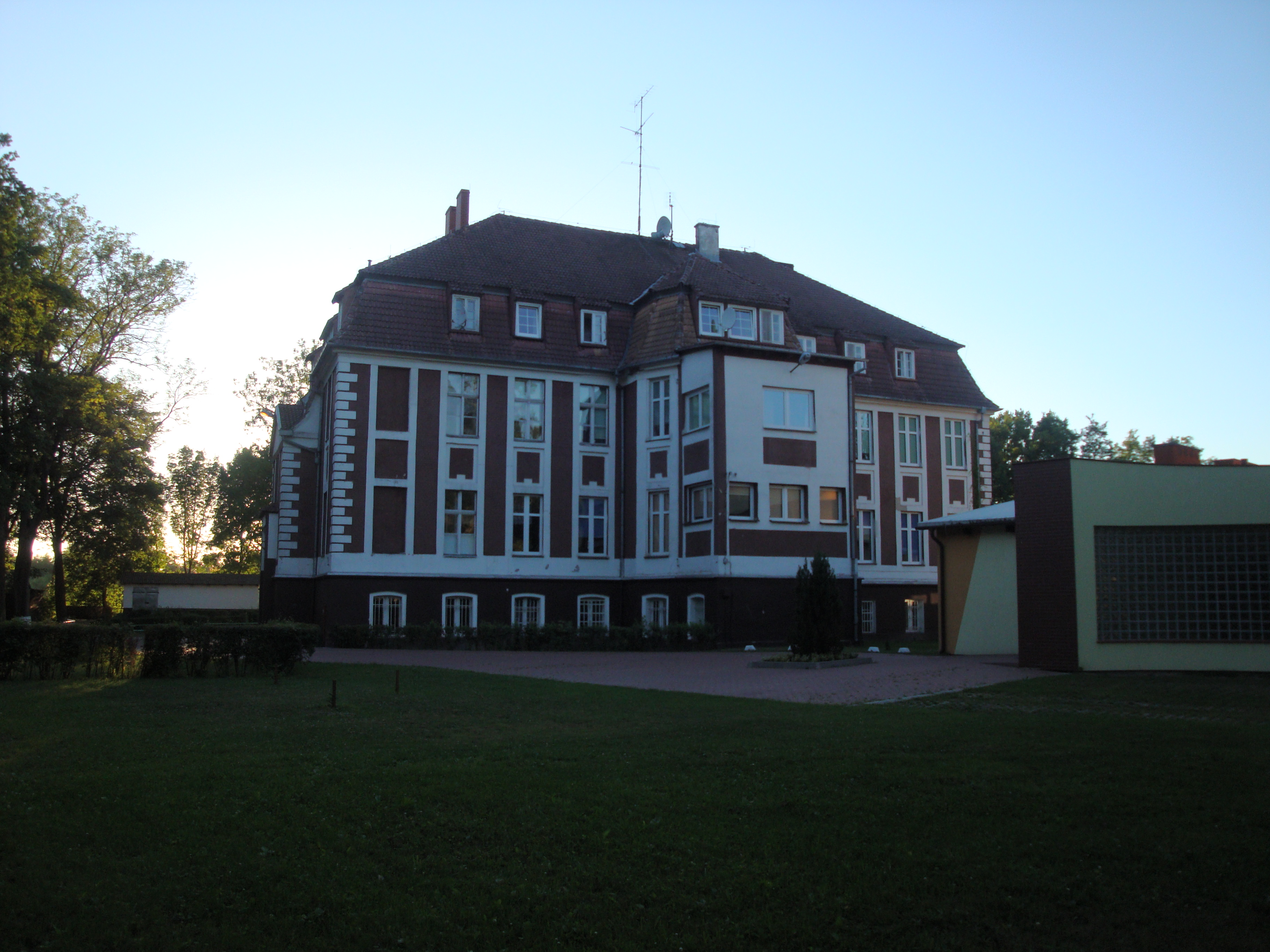
Schulhaus

Pobłocie (deutsch Poblotz, kaschubisch Pòbłocé, slowinzisch Pɵblʉ̀ɵ̯cė) ist ein Dorf mit 745 Einwohnern (2012) in der Landgemeinde Główczyce in der Woiwodschaft Pommern im Norden Polens.

## Geografische Lage
Pobłocie (Poblotz) liegt in Hinterpommern, wenige Kilometer südlich des Łebsko (Lebasees), etwa neun Kilometer östlich von Główczyce (Glowitz), 32 Kilometer nordöstlich von Słupsk (Stolp) und 79 Kilometer westlich der regionalen Metropole Danzig.

## Geschichte
Poblotz  (in älteren Lehnsbriefen Poblitz genannt) war ursprünglich ein Rittergut. Das Gut befand sich im 17. und 18. Jahrhundert im Besitz der pommerschen oder sogenannten ‚blauen Linie‘ der Familie von Hoym. Um 1784 gab es in Poblotz ein Vorwerk mit einem Herrenhaus, eine Wassermühle, zehn Bauern, drei Kossäten, eine Schmiede, einen Schulmeister sowie auf der Feldmark des Dorfs das Vorwerk Parschen, eine Schäferei und eine Molkerei. Insgesamt gab es in der Ortschaft 42 Feuerstellen (Haushalte).
Bis 1945 gehörte Poblotz zum Landkreis Stolp in der Provinz Pommern. Der Ort hatte eine dreistufige Volksschule. Etwa hundert Schulkinder wurden von zwei Lehrern in drei Klassen unterrichtet.
Gegen Ende des Zweiten Weltkriegs wurde die Region im Frühjahr 1945 von der Roten Armee besetzt, anschließend unter polnische Verwaltung gestellt und danach in Pobłocie umbenannt. Die deutsche Bevölkerung wurde in den darauffolgenden Monaten vertrieben. Die erste Ausweisung erfolgte im Frühjahr 1946. Am 9. November 1946 wurden 25 Familien vertrieben.
Der Ort hat heute (Stand 2012) 745 Einwohner.

### Kirchspiel
Die Dorfbewohner waren überwiegend evangelisch. 1925 lebten zwölf Katholiken im Dorf, was 1,6 % der Einwohnerzahl entsprach. Das Dorf gehörte zum Kirchspiel Zezenow und damit zum Kirchenkreis Stolp-Altstadt.

## Im Ort geborene Persönlichkeiten
- Karl Georg von Hoym (1739–1807), preußischer Staatsmann
- Martin Skibbe (* 1935), deutscher Bibliothekar